# Acidente aéreo da Base Aérea de Eglin
O acidente aéreo da Base Aérea de Eglin foi um acidente de helicóptero ocorrido em 10 de março de 2015. Das 11 pessoas a bordo, nenhuma sobreviveu.

## O acidente
Duas aeronaves faziam um treinamento na base de Eglin, em Valparaiso (Flórida), a quatro horas de avião de Miami. Havia um  forte nevoeiro na região.
Um dos helicópteros não chegou a cumprir sua missão, e desapareceu. Iniciou então uma intensa busca pelo aparelho. 

Destroços da aeronave foram localizados pela equipe de busca e resgate por volta de 2h em terra. 
Horas depois, o porta-voz Andy Bourlaind relatou que restos mortais foram encontrados. Ele afirmou que os desaparecidos estavam sendo presumidos como mortos.

Dos 11 desaparecidos, quatro eram soldados da Força Aérea e sete são fuzileiros navais. Os primeiros serviam em uma base na Louisiana, enquanto os demais ficam estacionados na Carolina do Norte. A aeronave que caiu era um Falcão Negro UH-60, assim como a segunda que voltou com segurança à base.